# Championnat de Belgique féminin de football 2016-2017
Navigation
Saison précédente Saison suivante
Cette page présente les participants de la Super League belge de football féminin lors de la saison 2016-2017. 

## Clubs participants
| Nom du club          | Entraîneur                     | DC   | Stade                         | Capacité | Nb T. |
| -------------------- | ------------------------------ | ---- | ----------------------------- | -------- | ----- |
| Standard de Liège    | Hamide Lamara                  | 1971 | Académie Robert Louis-Dreyfus | 800      | 19    |
| RSC Anderlecht       | Patrick Wachel                 | 1971 | Centre National Tubize        | 1 000    | 4     |
| KAA La Gantoise      | Dave Mattheus                  | 1996 | Stade PGB                     | 2 500    | /     |
| KRC Genk Ladies      | Luk Verstraeten                | 1971 | Plaine Turkse Rangers         | 1 000    | /     |
| KSK Heist            | Jeroen Van Den Heuvel          | 1973 | Stade communal                | 7 000    | 3     |
| Oud-Heverlee Louvain | Sacha Broos                    | 1986 | Stade communal                | 3 300    | /     |
| DVC Eva's Tirlemont  | Eddy Reyniers et Roland Fréson | 1971 | Complexe Saint-Barbara        | 1 000    | 1     |

Localisation des clubs engagés dans le championnat
| \| Standard de Liège RSC Anderlecht KAA La Gantoise Ladies Genk KSK Heist Oud-Heverlee Louvain DVC Eva's Tirlemont \| |
| Standard de Liège RSC Anderlecht KAA La Gantoise Ladies Genk KSK Heist Oud-Heverlee Louvain DVC Eva's Tirlemont       |

## Résultats
|                     | AND | AND | EVA | EVA  | GNK | GNK  | GNT | GNT | HEI  | HEI | OHL | OHL | STA | STA  |
| ------------------- | --- | --- | --- | ---- | --- | ---- | --- | --- | ---- | --- | --- | --- | --- | ---- |
| RSC Anderlecht      |     |     | 4-2 | 5-0  | 1-1 | 1-0  | 1-1 | 2-0 | 4-0  | 3-0 | 5-1 | 5-0 | 0-3 | 2-3  |
| DVC Eva's Tirlemont | 0-4 | 1-7 |     |      | 0-2 | 0-12 | 1-4 | 0-6 | 0-1  | 2-3 | 1-1 | 0-3 | 0-7 | 0-17 |
| KRC Genk Ladies     | 0-0 | 0-2 | 2-1 | 12-0 |     |      | 1-1 | 0-0 | 6-0  | 3-0 | 0-2 | 1-0 | 1-3 | 0-4  |
| AA Gand Ladies      | 2-0 | 0-1 | 6-0 | 5-0  | 2-0 | 1-2  |     |     | 12-1 | 5-1 | 1-0 | 1-0 | 5-0 | 1-2  |
| KSK Heist           | 0-3 | 0-4 | 2-1 | 14-0 | 0-2 | 1-5  | 0-2 | 0-2 |      |     | 2-1 | 1-1 | 0-4 | 1-2  |
| OHL                 | 0-2 | 0-3 | 2-2 | 1-1  | 1-0 | 0-4  | 0-1 | 0-3 | 3-1  | 0-1 |     |     | 0-4 | 3-2  |
| Standard de Liège   | 2-3 | 0-0 | 5-1 | 5-0  | 3-2 | 4-1  | 2-0 | 1-2 | 4-1  | 2-1 | 0-5 | 3-0 |     |      |

## Classement final[1]
À égalité de points, le nombre de victoires est prépondérant pour départager.
| Rang | Équipe              | Pts | J  | G  | N | P  | Bp | Bc  | Diff |
| ---- | ------------------- | --- | -- | -- | - | -- | -- | --- | ---- |
| 1    | Standard de Liège T | 55  | 24 | 18 | 1 | 5  | 82 | 29  | +53  |
| 2    | RSC Anderlecht      | 55  | 24 | 17 | 4 | 3  | 62 | 16  | +46  |
| 3    | KAA La Gantoise     | 51  | 24 | 16 | 3 | 5  | 63 | 15  | +48  |
| 4    | KRC Genk Ladies     | 37  | 24 | 11 | 4 | 9  | 57 | 26  | +31  |
| 5    | OHL                 | 22  | 24 | 6  | 4 | 14 | 24 | 44  | -20  |
| 6    | KSK Heist           | 19  | 24 | 6  | 1 | 17 | 31 | 71  | -40  |
| 7    | DVC Eva's Tirlemont | 3   | 24 | 0  | 3 | 21 | 12 | 130 | -118 |

Légende
- Champion de Belgique 2017
- Club ayant choisi de retourner en D1

Abréviations
T : Tenant du titre 2016

## Classement des buteuses
1. Sanne Schoenmakers (Standard de Liège) : 26
2. Sylke Calleeuw (KRC Genk Ladies) : 14
3. Amber Maximus (KAA La Gantoise) : 13
4. Gwen Duijsters (KRC Genk Ladies) : 12
5. Ella Van Kerkhoven (RSC Anderlecht) : 11

## Classement des assists
1. Davinia Vanmechelen (Standard de Liège) : 16
2. Sarah Wijnants (Standard de Liège) : 10
3. Elena Dhont (KAA La Gantoise) : 9
4. Ulrike De Frère (RSC Anderlecht) : 6
5. Maurane Marinucci (Standard de Liège), Zoë Van Eynde (Standard de Liège), Fien Steyvers (KRC Genk Ladies), Hanne Van De Goor (KSK Heist), Laura De Neve (RSC Anderlecht)  : 6

## Quelques chiffres
- Meilleure attaque : Standard de Liège 82 buts
- Meilleure défense : KAA La Gantoise 15 buts
- Moins bonne attaque : DVC Eva's Tirlemont 13 buts
- Moins bonne défense : DVC Eva's Tirlemont 130 buts
- Plus grand nombre de victoires : Standard de Liège 18
- Plus grand nombre de victoires consécutives : Standard de Liège 7
- Plus grand nombre de victoires à domicile : RSC Anderlecht 10
- Plus grand nombre de victoires à l'extérieur : Standard de Liège 10
- Plus grand nombre de nuls :  RSC Anderlecht, KRC Genk Ladies, OHL 4
- Plus grand nombre de défaites : DVC Eva's Tirlemont 21
- Plus grand nombre de buts marqués en un match : DVC Eva's Tirlemont-Standard de Liège 17 (score final : 0-17)